# Jan 3,16
Jan 3,16 lub Jana 3,16 (rozdział 3, werset 16 z Ewangelii Jana) – jeden z najczęściej cytowanych wersetów z Biblii i uważany za najbardziej znany werset Biblii.  Niekiedy nazywany „Ewangelią w pigułce”.

Albowiem tak Bóg umiłował świat, że Syna swego jednorodzonego dał, aby każdy, kto weń wierzy, nie zginął, ale miał żywot wieczny.

## Kontekst biblijny
Werset występuje w Nowym Testamencie w trzecim rozdziale Ewangelii Jana. Opisuje sytuację, która działa się w Jerozolimie. Jeden z dostojników żydowskich o imieniu Nikodem, który był faryzeuszem i członkiem Sanhedrynu, potajemnie w nocy przyszedł aby porozmawiać z Jezusem, którego nazywał Rabbi, co tutaj oznacza Nauczycielu. Cuda Jezusa przekonały go, że Jezus jest posłany od Boga. Jezus odpowiedział mu: "Zaprawdę, zaprawdę, powiadam ci, jeśli się ktoś nie narodzi z wody i z Ducha, nie może wejść do królestwa Bożego. To, co się z ciała narodziło, jest ciałem, a to, co się z Ducha narodziło, jest duchem." (Jan 3,5-6 ). Werset Jana 3,16 opiera się na odpowiedzi Jezusa do Nikodema: że wiara w Jezusa jest konieczna aby osiągnąć życie wieczne.